# Wet-Vandervelde

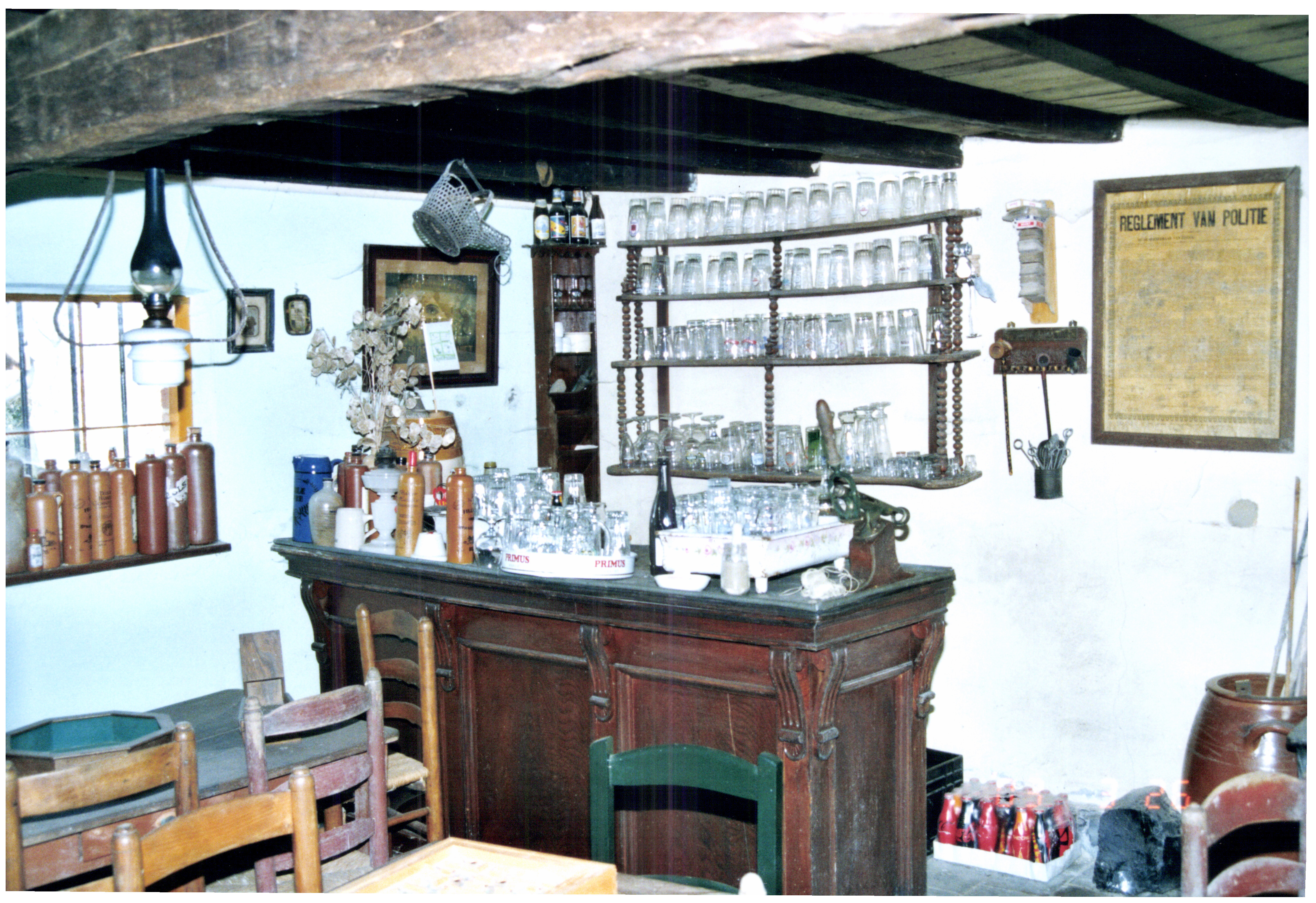
Café In den uil (Gooik)

Affiche eene domme wet!, 1919, collectie Jenevermuseum Hasselt

De Wet-Vandervelde of Wet op het regiem van den alcohol werd ingevoerd op 29 augustus 1919 en regelde tot 1984 het alcoholverbruik in België. Bedoeling was het drankmisbruik te beteugelen. België kende op het einde van de 19e eeuw 175.000 herbergen en jaarlijks werd er in België een budget van 115 miljoen frank aan alcohol besteed. Onder de Duitse bezetting in de Eerste Wereldoorlog waren er al allerlei beperkingen op alcoholverkoop ingevoerd en was het verbruik in België drastisch gedaald.
De Wet-Vandervelde bepaalde dat er in  cafés en andere publieke plaatsen geen sterkedrank mocht worden geschonken. Een andere beperking was dat er enkel sterkedrank mocht verkocht worden in hoeveelheden van minstens twee liter. De achterliggende gedachte was dat alcoholisten niet zo veel geld ter beschikking zouden hebben.
Deze wet ligt waarschijnlijk mede aan de basis van de Belgische biercultuur, men zocht naar bieren met een hoger alcoholgehalte.
Er werd wel in cafés dikwijls jenever verkocht, zonder dat het echt gedoogd werd, maar de meeste “wetsdienaars” traden er niet tegen op.
De wet werd uiteindelijk in 1983 afgeschaft, de verkoop van alcoholische dranken in hoeveelheden kleiner dan twee liter werd reeds langer gedoogd. Door deze wet echter zijn in België nog altijd kleine flesjes alcoholische drank niet zo ingeburgerd als in andere landen.
De Wet-Vandervelde is genoemd naar Emile Vandervelde, de toenmalige minister van Justitie. Nochtans wees deze de vernoeming af omdat hij de wet te zeer een compromis vond.

## Voetnoten
1. ↑  Wet van 28 december 1983 betreffende het verstrekken van sterke drank en betreffende het vergunningsrecht
2. ↑  Joanie Dehullu, Vloek of zegen? 100 jaar alcoholwet, Hasselt, Jenevermuseum, 2019, p. 11